# Українська греко-православна церква Святої Трійці
Українська греко-православна церква Святої Трійці (англ. The Holy Trinity Ukrainian Greek Orthodox Church) розташована у Вілтоні, штат Північна Дакота, США. Церква побудована в 1913 році. Занесена до Національного реєстру історичних місць США 22 жовтня 1982 року.
З моменту включення до Національного реєстру історичних місць США церква більше не мала регулярних служб, як було у двох інших історичних українських грецьких православних церков у Північній Дакоті.